# Mouvement des étudiants pour la réforme de l'enseignement de l'économie
 (février 2015).
Le « Mouvement des étudiants pour la réforme de l’enseignement de l’économie », alias « Autisme-economie » est une association composée d'enseignants et d'étudiants en économie né en 2000 et dont le but est de demander un autre enseignement de l'économie, éloigné des « modèles décrivant des mondes imaginaires », sans aucun rapport avec les économies dans lesquelles nous vivons. Il propose au contraire de mettre au cœur de l'enseignement l'étude concrète de l'économie mais aussi une approche critique et pluraliste des théories enseignées. Il est proche de l'économiste de l'université Paris 1 Bernard Guerrien. Sur son site, il propose un mélange d'articles critiques de la théorie dominante actuelle (la théorie néoclassique) et de textes, traductions qui traitent de problèmes économiques concrets (monnaie, finance, rôle et histoire de l'État...), afin de montrer qu'il existe des alternatives.

## Histoire
La création du MEPREE s'est faite à la suite d'une série de conférences donnée à l'ENS qui traitaient de l'économie et de son enseignement. Celles-ci permirent à des étudiants qui partageaient le même sentiment d'un enseignement de l'économie loin des réalités économiques de se rencontrer et d'échanger. Ces étudiants rejoints notamment par des étudiants de Paris 1 décidèrent d'écrire une lettre ouverte critiquant l'enseignement de l'économie dans les universités françaises, doublée d'une pétition qui eut un certain écho. À la suite de cela, le quotidien Le Monde décida de publier sur une page entière diverses réactions d'économistes réputés. En réaction, un certain nombre d'économistes, en désaccord avec la ligne du MEPREE décidèrent de publier dans le Monde une réponse pour « préserver la scientificité ».
Les soutiens dépassèrent ensuite la France et des mouvements similaires se créèrent un peu partout dans le monde (l'université de Cambridge en Grande-Bretagne, celle de Kansas City aux États-Unis, puis à Harvard, etc). La plupart se fédèrent autour d'un post-autistic movement qui créa la « post-autistic newsletter » qui deviendra d'abord la revue « post-autistic review » fin 2001, puis finalement en 2010, la « real world economics review ».
À l'occasion de la crise économique des années 2008-2009, une nouvelle tribune signée par des membres du mouvement fut publiée dans Le Monde.

## Action
Regroupés en collectif nommé « Les Éconoclastes », les membres du mouvement ont écrit en 2003 l'ouvrage Petit bréviaire des idées reçues en économie.